# Ортман, Отто
Отто Рудольф Ортман (нем. Otto Rudolph Ortmann; 25 января 1889, Балтимор — 22 октября 1979) — американский музыковед
 и музыкальный педагог.
Родился в семье редактора балтиморской газеты Der Deutsche Correspondent Ричарда Ортмана (1844—1912) и Элизабет Крюгер (1855—1936). Окончил Консерваторию Пибоди (1917) по классу композиции и вплоть до 1928 г. преподавал там же гармонию и фортепиано, а в 1928—1942 гг. исполнял обязанности директора консерватории. В 1942—1957 гг. заведовал музыкальным отделением Гаучер-колледжа в Балтиморе.
Основным предметом исследовательского интереса Ортмана были анатомо-физиологические основания пианистического мастерства. Для их изучения он основал при Консерватории Пибоди специальную лабораторию. Результатом работы Ортмана стали книги «Физические основы фортепианного туше и звучания» (англ. The Physical Basis of Piano Touch and Tone; 1925) и «Физиологическая механика фортепианной техники» (англ. Physiological Mechanics of Piano Technique; 1929, переиздание 1963).